# Tête de femme coiffée de cornes de bélier
Tête de femme coiffée de cornes de bélier – ou La Bacchante – est un tableau réalisé en 1853 par le peintre français Jean-Léon Gérôme. Ce tondo de 47,5 centimètres de diamètre est une huile sur toile qui représente une femme en buste présentant des cornes de bélier. Achetée en 1854, l'œuvre est conservée au sein des collections du musée d'Arts de Nantes, à Nantes.